# أديباميد
أديباميد (بالإنجليزية: Adipamide )‏ (أيضاً يسمى هكسان ثنائي مجموعة الكربوكسيل ثنائي الأميد) مركب كيميائي صيغته الجزيئية C6H12N2O2، وهو عبارة عن أميد صلب.
يمكن تحضيره من كلوريد الأديبيل في تفاعل طارد للحرارة بشدة ، حيث تتكون بودرة أبيض - كريمي في هيئة صلبة.

## وصلات خارجية
- MSDS at Oxford University